# Friedhofskapelle (Assamstadt)

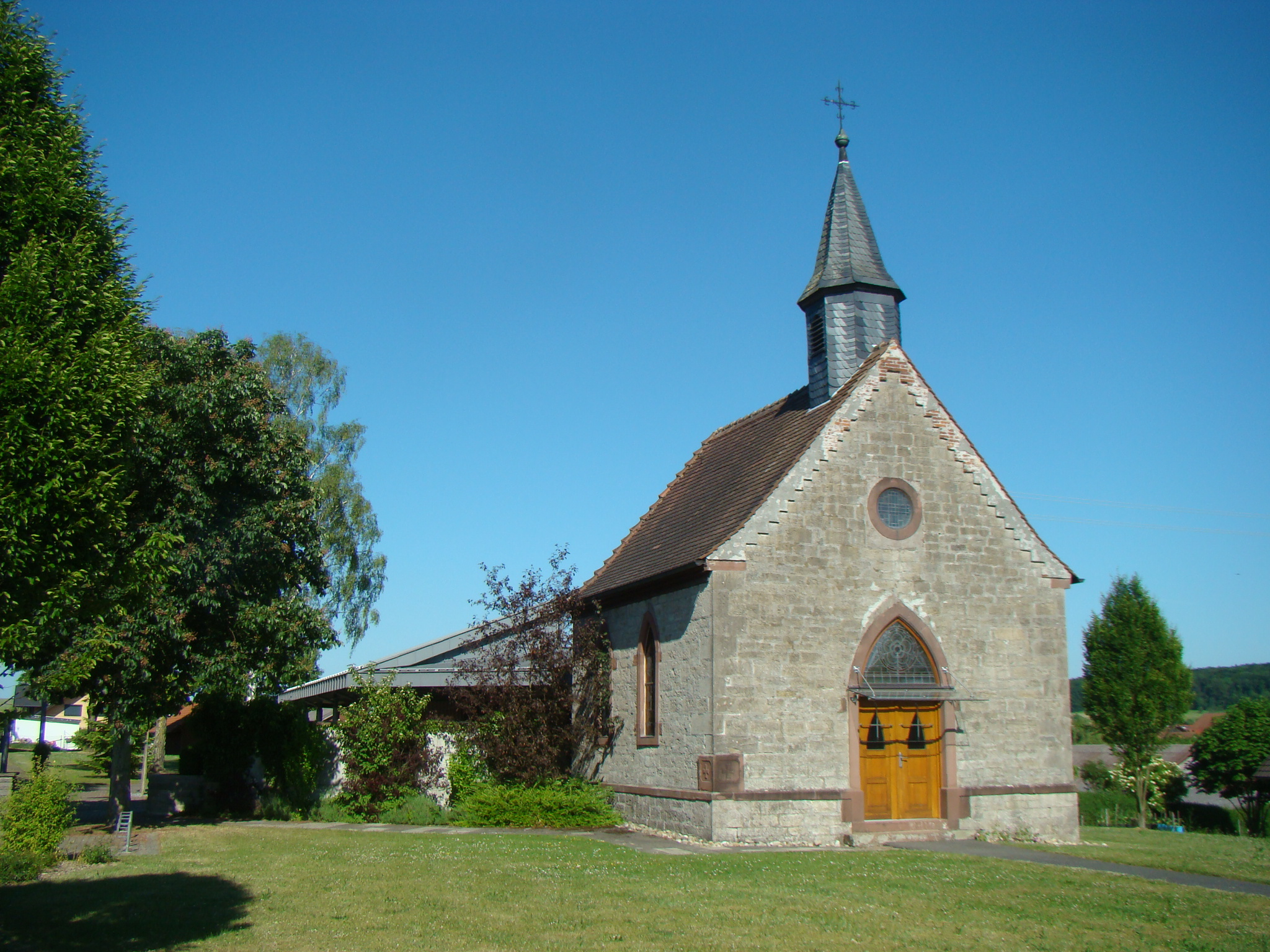
Die Friedhofskapelle in Assamstadt

Die Friedhofskapelle in Assamstadt im Main-Tauber-Kreis wurde 1873 errichtet.

## Geschichte und Ausstattung
Bis 1819 wurden die Verstorbenen noch im Friedhof um die Alte Kilianskirche beigesetzt. Als dieser Friedhof zu klein wurde, verlegte man ihn an den heutigen Standort, wo es bereits eine Wendelinuskapelle gab, die etwas größer gewesen sein soll als die heutige Friedhofskapelle.
1873 wurde die heutige Friedhofskapelle anstelle der baufälligen Wendelinuskapelle errichtet. Die Kapelle sowie der Friedhof befanden sich von Anfang an im Eigentum der Gemeinde Assamstadt. Es handelt sich um einen Quaderbau mit polygonalem Chor und Dachreiter. Die neugotische Kapelle umfasste die für das letzte Drittel des 19. Jahrhunderts typischen Dekomalereien. Nach einer Renovierung im Jahre 1909 präsentierte sich die Kapelle in einem hellen "Englisch Rot". Der Kirchenpatron, der heilige Wendelinus, fand rechts vom Altar einen Platz. An der Rückwand der Kapelle befinden sich Statuen des heiligen Josef, der heiligen Rita, des heiligen Franziskus, sowie Gedenktafeln für die vermissten und gefallenen Soldaten beider Weltkriege.
Im Jahre 1971 wurde am Totensonntag ein neuer Friedhofsteil sowie eine Leichenhalle eingeweiht. 1990 wurde der Friedhof nochmals erweitert.
Die Friedhofskapelle liegt im Bereich der Seelsorgeeinheit Krautheim-Ravenstein-Assamstadt, die dem Dekanat Tauberbischofsheim des Erzbistums Freiburg zugeordnet ist. Die Friedhofskapelle mit Friedhofskreuz steht als Sachgesamtheit unter Denkmalschutz.